# Сук Ігор Анатолійович
Ігор Анатолійович Сук (28.10.1977—26.02.2022) — капітан Збройних Сил України, учасник російсько-української війни.

## Життєпис
Народився 28 жовтня 1977 року в місті Охтирка Сумської області.
Під час підступного нападу російської федерації на територію України свідомо прибув до військової частини та став до лав Збройних Сил України.
Загинув 26 лютого 2022 в районі міста Охтирка.

## Нагороди та вшанування
- Орден «Богдана Хмельницького» III ступеня[1].
- «Почесний громадянин міста Охтирки».[2]

## Джерело
1. ↑  Указ Президента України №471/2022 «Про відзначення державними нагородами України». Президент України. 6 липня 2022. Архів оригіналу за 9 листопада 2024. Процитовано 5 лютого 2025.
2. ↑  Почесні громадяни Охтирки. Охтирка портал міста (укр.). Процитовано 26 лютого 2025.
3. ↑  Редактор. Сук Ігор Анатолійович. sumymemory.gov.ua (укр.). Процитовано 27 лютого 2025.